# شقیره (روستا)
 شقیره  به عربی ( الَشقیرة  )، روستایی است در دهستان 
مَحویت در کشور یمن در شبه جزیره عربستان.

## جمعیت
جمعیت آن (۸۲) نفر (۸ خانوار) می‌باشد.